# Profesor Neurus
El Profesor Neurus es un personaje de dibujo animado de Argentina, dirigido al público infantil, creado por Manuel García Ferré y el antagonista principal de la serie televisiva Las aventuras de Hijitus (1967-1974). 
Se trata de un genio loco que pretende usar sus conocimientos e inventos para tomar el poder de la ciudad de Trulalá, y que se enfrenta constantemente con Hijitus.

## Características
El Profesor Neurus lidera una banda integrada por Pucho y Serrucho, y ocasionalmente, aunque sin conciencia del mal, por Larguirucho, quienes, a su vez, están subordinados a su superior: El Gran Hampa.
El objetivo del Profesor Neurus es dominar Trulalá, la ciudad en que transcurre la tira, y luego de eso, controlar el mundo. 
De ese modo queda enfrentado a Hijitus y su alias Super Hijitus. El Profesor Neurus, junto a la Bruja Cachavacha, son los villanos principales de la serie, pero Neurus se diferencia de esta última, en el hecho de que mientras Cachavacha pretende sólo dañar a los habitantes, el fin de Neurus es tomar el poder de Trulalá.
De melena gris, aunque también en algunas portadas lo ilustran pelirrojo, baja estatura, anteojos de aumento y piernas extremadamente delgadas (al igual que las del Comisario de Trulalá), Neurus es una mente maestra que trama ideas maléficas desde su laboratorio, pero sus brillantes planes siempre son frustrados por Hijitus, y termina encerrado en el calabozo de la comisaría.  
Neurus generalmente engaña al ingenuo Larguirucho para que lo ayude, convenciéndolo de que pretende ayudar a la población. Como dato curioso, el nombre de combate del escritor Rodolfo Walsh, fue precisamente "Neurus" (posiblemente por cierta similitud física). 

### Apariciones
Además de las historietas de Hijitus y Larguirucho, Neurus es un personaje prácticamente omnipresente en la serie televisiva de Hijitus, siempre en el rol del villano, exceptuándose solamente su participación en contadas ocasiones. También ha sido protagónico en la película Corazón, las alegrías de Pantriste y como un simple cameo durante la secuencia de la boda en la película Manuelita. 

## Inspiración
Existen claras similitudes entre Neurus y otro villano/científico loco creado tan solo un año antes para la serie animada Batfink: Hugo A-Go-Go. Las similitudes incluyen la vestimenta, el cabello, y el aspecto exterior del laboratorio.